# Daniel Rausch
Daniel Rausch (* 18. Mai 1963 in Gotha) ist ein deutscher Politiker (AfD). Von April bis Juni 2016 war er Vizepräsident des Landtags von Sachsen-Anhalt.

## Leben
Rausch schloss 1982 seine Lehre als Werkzeugmacher ab und diente danach drei Jahre lang in der Nationalen Volksarmee. Nachdem er von 1985 bis 1989 als Fräser im Gummiwerk Thüringen angestellt war, arbeitete Rausch von 1990 bis zu seinem Einzug in den Landtag als CNC-Programmierer in einem Magdeburger Metallbearbeitungsunternehmen. Er lebt mit seiner Familie in Staßfurt.
Sein Sohn ist der AfD-Politiker Tobias Rausch.

## Politik
Daniel Rausch war in den letzten Jahren vor der Wiedervereinigung durch die Positionen der DDR-CDU geprägt, trat 2013 in die AfD ein und war von 2014 bis 2016 Vorsitzender des Kreisverbands Salzlandkreis, den er mitbegründet hatte. Am 13. März 2016 gelang Rausch bei der Landtagswahl in Sachsen-Anhalt 2016 der Einzug als Abgeordneter in den Landtag Sachsen-Anhalt. Am 12. April 2016 wurde er mit 46 von 87 Stimmen zum Vizepräsidenten des Landtags gewählt. Bereits am 2. Juni des gleichen Jahres trat Rausch von diesem Amt zurück. Er zeigte sich als Parlament-Neuling mit der Leitung einer Landtagssitzung überfordert, gab allerdings persönliche Gründe für den Rücktritt an. Sein Amt übernahm Willi Mittelstädt.
Bei der Landtagswahl 2021 zog Rausch erneut über die Landesliste der AfD in den Landtag ein.